# Volker Kutscher
Pour les articles homonymes, voir Kutscher.
Œuvres principales
- Le poisson mouillé

Volker Kutscher est un journaliste et écrivain allemand né le 26 décembre 1962 à Lindlar (Allemagne).

## Biographie
Après des études de germanistique, de philosophie et d'histoire à l'université de Wuppertal et Cologne, il a travaillé comme éditeur. En 1995, il publie son premier roman Bullenmord (non traduit en français).
En 2007, est publié Der nasse Fisch (Le Poisson mouillé), premier volume d'une série de romans policiers qui met en scène le commissaire Gereon Rath à Berlin pendant la République de Weimar. Pour le second roman de la série, Der stumme Tod (La Mort muette), l'auteur a reçu en 2010 le Prix du Polar de Burgdorf. Volker Kutscher vit à Cologne.
Les romans policiers avec le commissaire Gereon Rath  ont été produits dans une série télévisée Babylon Berlin.

### Romans policiers
Tous ces romans ont pour héros le commissaire Gereon Rath.
- Volker Kutscher (trad. de l'allemand par Magali Girault), Le Poisson mouillé [« Der nasse Fisch »], Paris, Le Seuil, coll. « Seuil policiers », avril 2010, 565 p., 23 cm (ISBN 978-2-02-096259-9, BNF 42175826), Editions Sixtrid en livres audio, interprété par Eric Herson-Macarel, 2CDMP3, durée 18 h 50 min. code barre : 3358950002443
- Volker Kutscher (trad. de l'allemand par Magali Girault), La Mort muette [« Der stumme Tod »], Paris, Le Seuil, coll. « Seuil policiers », 14 avril 2011, 666 p., 22 cm (ISBN 978-2-02-101139-5, BNF 42421757)
- Volker Kutscher (trad. de l'allemand par Magali Girault), Goldstein [« Goldstein »], Paris, Le Seuil, coll. « Seuil policiers », 14 février 2013, 619 p., 23 cm (ISBN 978-2-02-105968-7, BNF 43539553)
- (de) Die Akte Vaterland. Gereon Raths vierter Fall (2012) - Non traduit en français.
- (de) Märzgefallene. Gereon Raths fünfter Fall (2014) - Non traduit en français
- (de) Lunapark. Gereon Raths sechster Fall (2016) - Non traduit en français.
- (de) Marlow: Der siebte Rath-Roman (2018) - Non traduit en français
- (de) Olympia: Der achte Rath-Roman (2020) - Non traduit en français
- (de) Transatlantik: Der neunte Rath-Roman (2022) - Non traduit en français
- (de) Rath: Der zehnte Rath-Roman (2024) - Non traduit en français

## Adaptation télévisuelle
- Babylon Berlin : 4 saisons, 40 épisodes. Adaptation très librement inspirée des romans.